# Rock al Parque 2010
Rock al parque 2010 es la 16 edición del festival internacional de rock. Se llevó a cabo en la ciudad de Bogotá, Colombia los días  de 3, 4 y 5 de julio del año 2010. La decimosexta entrega del festival tiene como novedades ser el primer evento de mayor cobertura en directo por medios masivos de comunicación. Esto debido a que Canal Capital, el canal oficial de rock al parque, retransmitió la señal en vivo a todos los canales regionales del país. Se trasmitió en vivo por varias emisoras musicales juveniles, y fue transmitido en vivo por Internet. Por otro lado, la versión No. 16 de Rock al Parque contó con más de 25.000 seguidores en Facebook y Twitter, quienes conocieron minuto a minuto todos los detalles del festival "más importante de Latinoamérica". La página oficial del Festival registró en el mes anterior al evento más de 400 mil visitas.
- Datos: Q5550093